# Ali al-Dschalawi
Ali al-Dschalawi (arabisch علي الجلاوي ʿAlī al-Dschalāwī, DMG ʿAlī al-Ǧalāwī; * 16. April 1975 in Manama, Bahrain) ist ein bahrainischer Poet. Seine Leidenschaft für die Poesie entdeckte al-Dschalawi bereits im Alter von vierzehn Jahren. Seine frühen Werke waren geprägt von seinen revolutionären und politischen Überzeugungen, für die er im Alter von siebzehn Jahren verhaftet wurde, nachdem er in einem seiner Gedichte das politische Regime Bahrains kritisiert hatte. Im Jahre 1995 wurde er erneut verhaftet und für drei Jahre inhaftiert.
Während seiner Haft widmete Ali al-Dschalawi der Philosophie viel Zeit und unterrichtete sich selbst in breitgefächerten Kenntnissen. Seine radikalen religiösen und politischen Überzeugungen wichen und entwickelten sich zu intellektueller Offenheit. Weiterhin strebt al-Dschalawi nach einem neuen und gerechten politischen System für Bahrain.
Seine gegenwärtigen poetischen Werke beschäftigen sich mit menschlichen und humanistischen Aspekten. Besonders bekannt ist Ali al-Dschalawi für sein Gedicht mit dem Titel Dilmuniyyat.
Seit 2011 lebt al-Dschalawi in Deutschland, hauptsächlich in Berlin, wo er neben der neben dem Schreiben poetischer Werke ein Forschungszentrum betreibt, das sich den von Seiten der Regierung Bahrains unbeachteten ethnischen Minderheiten in Bahrain widmet.

## Öffentliche Auftritte
Ali al-Dschalawi nahm an vielen internationalen und pan-arabischen Poesieveranstaltungen teil, wo er jeweils Bahrain vertrat.
- Bait al-Hikma, England, 1998
- Universität von Damaskus, Syrien
- 29. Internationale Buchmesse, Kuwait
- Bahrainische Kulturwochen in Amman, Jordanien
- Arabisches Kulturfest, Sanaa, Jemen, 2004
- Asila-Festival, Hawar-Inseln, Bahrain
- 6. GCC-Poesie-Festival, Riad, Saudi-Arabien
- Arabisches Kulturfest, Khartoum, Sudan 2005
- Zelt der Poesie, Zagoura, Marokko, 2006
- Internationales Poesieforum, Marrakesch, Marokko, 2006
- Welttag der Poesie, Stiftung Brandenburger Tor, Max-Liebermann Haus, Berlin 2012
- Internationales Poesiefestival Medellín, Medellín, Kolumbien 2014

## Publikationen
- Wadschhan li-mra’atin wahida, Dar al-Kunuz, Beirut.
- Al-ʿIsyan, Dar al-Mada, Syrien.
- Al-Madina al-achira, Arab Foundation for Studies and Publication, Beirut.
- Dilmuniyyat I, Dar Aliya, Kuwait.
- Dilmuniyyat II, Dar Kanʿan, Syrien.
- Dilmuniyyat (zweiteilig, neue Ausgabe), Kulturministerium, Jemen, 2004

## Übersetzungen
- Englisch: Arabische Dichterinnen, Übersetzung: Ayesha Saldanha.
- Polnisch: Anthologie für modernes arabisches Gedicht, Übersetzung: Barbara Michalak Pikulska.
- Spanisch: Arabische Dichterinnen, Übersetzung: Abdul H. Sadoun.